# Barrio Norte (Colón)
Barrio Norte es un barrio y corregimiento del distrito de Colón en la provincia de Colón, República de Panamá. La localidad tiene 20.579 habitantes (2010).